# Немцов Геннадій Євгенійович
Генна́дій Євге́нійович Немцо́в (9 лютого 1969 — 28 червня 2018) — старший сержант Збройних сил України, учасник російсько-української війни.

## Життєпис
Народився 1969 року в м. Черкаси. Закінчив Черкаський технікум електрифікації — за фахом технік-електрик. Проходив строкову військову службу у танкових військах. Після демобілізації, працював на заводі «Азот», захоплювався фотографією. Багато років працював на КП «Комбінат комунальних підприємств» — був професійним фотографом у підприємстві ритуальних послуг.
14 липня 2015 року, за мобілізацією пішов на фронт. До 24 жовтня 2016 року проходив військову службу на посаді командира відділення снайперів у 128 ОГШБр. 2 квітня 2018 року підписав контракт з 72 ОМБр, мав військове звання — старший сержант, снайпер.
Загинув вночі проти 29 червня 2018 року від вогнепальних поранень під час вогневого зіткнення, боронячи підступи до Світлодарська. Терористи вели вогонь з гранатометів та великокаліберних кулеметів, в ході зіткнення ще один військовослужбовець зазнав поранення.
Похований 2 липня 2018 року на Алеї Героїв 4-го кладовища в м. Черкасах. У місті оголосили День трауру.
Без Геннадія лишились мама, дружина, донька, син (* 1994, учасник війни в 2014—2015) та онук.

## Нагороди та вшанування
- Указом Президента України № 239/2018 від 23 серпня 2018 року «за особисту мужність і самовіддані дії, виявлені у захисті державного суверенітету та територіальної цілісності України, зразкового виконання військового обов'язку» — нагороджений орденом «За мужність» III ступеня (посмертно)[1]
- відзнака «За заслуги перед Черкащиною» (посмертно)
- Почесний громадянин міста Черкаси (рішення другої сесії 59-го засідання Черкаської міської ради від 18.10.2018, посмертно).